# 臨時南洋群島防備隊
臨時南洋群島防備隊（りんじなんようぐんとうぼうびたい、旧字体：臨時南洋羣島防備隊󠄁）は、第一次世界大戦で占領したドイツ領ミクロネシア各諸島（南洋群島）に置かれた日本海軍の海軍根拠地隊。南洋庁設置に伴い廃止された。

## 概要
1914年（大正3年）12月に設置され、司令部はトラック諸島（現チューク諸島）の夏島（現トノアス島）に置かれた。海軍根拠地隊本来の業務だけでなく南洋群島の軍政も取り仕切った。南洋群島を6の行政区に分け、そこに配置された守備隊長が軍政庁長も兼任して行政を行わせた。
1918年（大正7年）になると、軍政庁を民政署に改め、文官が民政署長として行政を担当するようになった。
そしてヴェルサイユ条約によって、南洋群島が日本の委任統治領となることが決定したため、完全に民政移行することになった。
1921年（大正10年）、これまで防備隊司令部に従属していた民政部門が分離して、パラオのコロール島に移転し、新組織の移行に備えた。
1922年（大正11年）、南洋庁が設置され、臨時南洋群島防備隊は廃止し軍は撤退した。

## 歴代司令官
- 松村龍雄 少将：1914年12月28日 -
- 東郷吉太郎 少将：1915年8月6日 - 1916年12月1日
- 吉田増次郎 少将：1916年12月1日 - 1917年12月1日
- 永田泰次郎 少将：1917年12月1日 -
- 野崎小十郎 少将：1919年12月1日 - 1922年4月1日廃止